# James Sethian
James Albert Sethian (* 10. května 1954 Washington, D.C., USA) je americký matematik. Je známý především díky práci v oblasti numerických algoritmů s aplikacemi například v mechanice tekutin, počítačové grafice, medicínské informatice a materiálové vědě. V roce 2004 získal Wienerovu cenu za aplikovanou matematiku.